# Mohamed Karoui
Mohamed Karoui, né le 26 avril 1847 à Tunis et décédé le 15 janvier 1941, est un réformiste tunisien.

## Biographie
Il est le fils de Mohamed Aoufi, notaire originaire de Kairouan (il descend de la lignée patricienne de Abderrahmane Ibn Aouf, l'un des compagnons du prophète Mahomet), qui s'installe à Tunis au début du XIXe siècle. Mohamed Karoui étudie à l'École militaire du Bardo. Il maîtrise sept langues européennes. Il obtient en 1869 le grade de lieutenant, puis celui de colonel.
Mohamed Karoui est nommé, par décret du 8 mars 1870, aide de camp du général Kheireddine Pacha. Ce dernier le nomme alors secrétaire de la commission financière internationale, dont il est président, et secrétaire particulier du ministre Mustapha Khaznadar. Il devient, en 1880, premier interprète au grand vizirat. Avec l'avènement du protectorat français, un secrétariat général du gouvernement est créé et Karoui y est désigné chef de la traduction. Il est alors assisté par Béchir Sfar, Younès Hajjouj et d'autres personnalités formées au Collège Sadiki.
Grand réformateur, il participe à la vie intellectuelle, scientifique et culturelle de la Tunisie, notamment à la création du journal El Hadhira, porte-parole du mouvement réformateur, aux côtés de Béchir Sfar, Ali Bouchoucha, Mohamed Lasram, M'hammed Belkhodja et de réformateurs de la mosquée Zitouna comme le cheikh Salem Bouhageb. Il figure aussi parmi les fondateurs de la Khaldounia avec Lasram, Sfar, Bouchoucha, Abdeljelil Zaouche, Khairallah Ben Mustapha, etc. En mai 1885, il est nommé directeur du Collège Sadiki, où il ne reste quelques mois, l'administration française le remplaçant le 21 janvier 1886 par son camarade de promotion, Laroussi Ben Ayed.
Mohamed Karoui est le premier à avoir été nommé à la tête des archives historiques tunisiennes, poste qu'il occupe de 1887 à 1923. Durant cette période, il transfère des documents depuis le palais du Bardo.

## Distinctions
- Grand-croix de l'ordre du Nichan Iftikhar